# Kinross (Iowa)
Kinross és una població dels Estats Units a l'estat d'Iowa. Segons el cens del 2010 tenia 73 habitants.

## Demografia
Segons el cens del 2000, Kinross tenia 80 habitants, 31 habitatges, i 18 famílies. La densitat de població era de 162,6 habitants/km².

## Poblacions més properes
El següent diagrama mostra les poblacions més properes.